# Каиса
Каѝса (на латински: Caissa) е измислена (анахронична) тракийска дриада, изобразявана като богиня на шахмата. За първи път тя се споменава през Ренесанса (1527 г.) от италианския поет Марко Джироламо Вида.
Като концепция, Каиса е изследвана от някои, които търсят доказателства за богиня (на английски: Sacred feminine) в шахмата.

## Ранни появи
- 1527 – за първи път Каиса е спомената в поемата на Марко Джироламо Вида в „Scacchia Ludis“ като шахматната богиня и покровителка на древната игра;[1]
- 1763 – името Каиса се появява в латинска поема от английския поет сър Уилям Джоунс.

Следват препечатвания:
- 1850 – Дж. Уокър включва стихотворението на Джоунс в книгата си „Шахмат и шахматистите“;
- 1851 – френският любител на шаха и библиофил К. Алиер (1799 – 1856) превежда стихове на М. Вида, Й. Кохановски и Джоунс за шахмата на френски език и ги публикува като колекция (тираж 100 копия) за приятелите си в кафене „Регенс";
- 1857 – стихотворението на Джоунс е препечатано от Д. Фиске в списанието „Шахмат месечно“.

## Съвременна употреба

### Шахматни коментари
- Гари Каспаров използва тази препратка от време на време, особено в петотомната си творба „Моите големи предшественици“. Използва името като заместител на късмета – „Каиса беше с мен“ – особено в неясни ситуации, например при жертви;[2]
- Книгата „Маршът на шахматните идеи“ от Антъни Саиди широко използва името Каиса;
- Т. Р. Доусън широко използва името Каиса, както като персонаж, за да предостави литературен разказ, който да придружава неговите проблемни колекции;[3] или просто като удобен антропоморфизъм на шаха;[4]
- Шахматният вариант Caïssa Britannia, създаден от Фъргюс Дунихо, е кръстен на Каиса;
- Когато пише за шахмата, Хайнрих Френкел използва псевдонима „Асиак“, което е написано отзад напред „Каиса“.

### Компютърни приложения
- Каиса (Kaissa) е първата компютърна програма, спечелила Световното първенство по компютърен шахмат (през 1974 г.).
- Каиса (Caïssa) е компютърна програма, моделирана по шахматни фигури, част от играта с карти „Android: Netrunner“.